# Торрита-Тиберина
Торрита-Тиберина (итал. Torrita Tiberina) — коммуна в Италии, располагается в регионе Лацио, в провинции Рим.
Население составляет 1053 человека (2008 г.), плотность населения составляет 98 чел./км². Занимает площадь 11 км². Почтовый индекс — 60. Телефонный код — 0765.
Покровителем коммуны почитается святой апостол Фома, празднование 21 декабря.
В местечке похоронен премьер-министр и председатель Христианско-демократической партии Италии Альдо Моро (1916—1978).

## Демография
Динамика населения:

## Администрация коммуны
- Официальный сайт: http://www.comune.torritatiberina.rm.it/